# Marcelo Flores
Marcelo Flores Dorrell (ur. 1 października 2003 w Georgetown) – meksykański piłkarz kanadyjskiego pochodzenia występujący na pozycji ofensywnego pomocnika lub skrzydłowego w klubie Tigres UANL oraz w reprezentacji Meksyku. Wychowanek Ipswich Town, w trakcie swojej kariery grał także w takich zespołach, jak Arsenal oraz Real Oviedo.